# Ismael Borrero
Pour les articles homonymes, voir Borrero.
Ismael Borrero Molina est un lutteur cubain né le 6 janvier 1992 à Santiago de Cuba. Il a remporté la médaille d'or des moins de 59 kg aux Jeux olympiques d'été de 2016 à Rio de Janeiro.

## Biographie
Dans la catégorie des moins de 59 kg, Ismael Borrero remporte la médaille d'or aux Jeux olympiques d'été de 2016 à Rio de Janeiro. Il est également médaillé d'or lors des championnats du monde 2015 dans cette catégorie. Il remporte le titre mondial en 2019 en moins de 67 kg.
Alors qu'il est en déplacement avec sa sélection nationale au Mexique en mai 2022, Ismael Borrero fait défection.